# Feuergriffel
Der Mannheimer Feuergriffel ist das bundesweit einzige Stadtschreiberstipendium für Kinder- und Jugendliteratur. Der Preis wird von der Stadtbibliothek Mannheim organisiert und durch eine unabhängige Jury vergeben. Die literarische Auszeichnung wird seit 2007 alle zwei Jahre an einen deutsch schreibenden Autor vergeben und besteht in einem dreimonatigen, mit 3000 Euro finanzierten Aufenthalt im Turm der Alten Feuerwache in Mannheim sowie einem zusätzlichen Preisgeld von 6000 Euro.
Der Preis wird für einen künstlerisch wertvollen Kinder- oder Jugendprosatext vergeben, der einen Bezug zu Mannheim aufweist. Während des dreimonatigen Aufenthalts in der Stadt soll die Romanidee ausgearbeitet werden.
Gestiftet wird der Feuergriffel vom Förderkreis der Stadt- und Musikbibliothek Mannheim, der Heinrich-Vetter-Stiftung und dem S. Fischer Verlag.

## Preisträger
- 2007: Tamara Bach
- 2009: Antje Wagner
- 2011: Rike Reiniger
- 2013: Saša Stanišić
- 2015: Tobias Steinfeld
- 2017: Florian Wacker
- 2019: Tania Witte
- 2021: Julia Willmann
- 2023: Henner Kallmeyer
- 2025: Markus B. Altmeyer